# Ann Dvorak
Ann Dvorak, född Anna McKim 2 augusti 1911 i New York, död 10 december 1979 i Honolulu, var en amerikansk skådespelare. Under 1930-talet var hon kontrakterad av filmbolaget Warner Bros. där hon förutom sina filmer även uppmärksammades för att ha tagit bolaget till domstol rörande sitt filmkontrakt.
Dvorak har blivit tilldelad en stjärna för filminsatser på Hollywood Walk of Fame. Den finns vid adressen 6321 Hollywood Blvd.

## Filmografi (urval)
- 1929 – Hollywood-revyn 1930
- 1932 – Scarface
- 1932 – Polisens lockbete
- 1932 – Sensationernas män
- 1932 – Hans hustrus brott
- 1934 – Ur fångenskapen
- 1935 – Den stora razzian
- 1938 – Gentleman på luffen
- 1946 – Den laglösa staden
- 1947 – Lång natt
- 1947 – Bel Amis kärleksaffärer
- 1950 – Mitt liv är mitt eget